# Francesco Moser
Francesco Moser (Palù di Giovo, 19 giugno 1951) è un ex ciclista su strada e pistard italiano.
Professionista dal 1973 al 1988, è stato soprannominato Lo Sceriffo per la capacità di gestire il gruppo durante la corsa; in carriera ha vinto un Giro d'Italia e diverse classiche, tra cui tre Parigi-Roubaix, due Giri di Lombardia, una Freccia Vallone, una Gand-Wevelgem e una Milano-Sanremo, oltre ad un campionato del mondo su strada ed uno su pista nell'inseguimento individuale.
Con 273 vittorie su strada da professionista risulta a tutt'oggi il ciclista italiano con il maggior numero di successi, precedendo Giuseppe Saronni (193) e Mario Cipollini (189); è inoltre terzo assoluto a livello mondiale alle spalle di Eddy Merckx (426) e Rik Van Looy (379) e davanti a Rik Van Steenbergen (270) e Roger De Vlaeminck (255).
Famosa fu la sua rivalità con Giuseppe Saronni, simile a quella di quasi trent'anni prima tra Bartali e Coppi.

## Carriera

### Ciclista

#### Gli esordi e i primi anni da professionista
Nato da Cecilia Simoni e Ignazio Moser in frazione Palù del comune trentino di Giovo, e cresciuto in una famiglia di ciclisti – tre dei suoi dodici fratelli, Enzo, Aldo e Diego, gareggiarono nel professionismo – iniziò l'attività ciclistica a solo  18 anni e da dilettante corse nella squadra toscana della Bottegone. Con la selezione italiana partecipò ai Giochi del Mediterraneo a Smirne nel 1971, vincendo la medaglia d'argento in linea, e ai Giochi olimpici di Monaco di Baviera del 1972, concludendo ottavo nella prova in linea e nono nella cronometro a squadre.
Passò al professionismo nel 1973 con la Filotex di Waldemaro Bartolozzi (affiancato da Aldo Moser), e subito si aggiudicò una tappa al Giro d'Italia, a Firenze, prima vittoria da pro. L'anno dopo si mise in evidenza con diversi successi nelle classiche del calendario italiano, tra cui Giro del Piemonte e Giro dell'Emilia, imponendosi anche alla Parigi-Tours. I primi risultati ai massimi livelli risalgono al 1975, quando vinse il Giro di Lombardia e si laureò campione italiano a Pescara, vincendo il Trofeo Matteotti. Partecipò una sola volta al Tour de France, proprio nel 1975, piazzandosi al settimo posto nella classifica generale con due vittorie di tappa: il prologo di Charleroi e la tappa di Angoulême. In quel Tour Moser si aggiudicò la classifica riservata ai giovani e indossò la maglia gialla per sette giorni.

#### 1976-1980: il mondiale su strada e le tre Roubaix
Nel 1976 esordì con la prima di sei vittorie in nove anni alla Sei giorni di Milano (in carriera ottenne quindici affermazioni nelle Sei giorni). Con la nuova maglia Sanson, sempre diretto da Bartolozzi, si presentò al Giro d'Italia 1976: in quella "Corsa rosa" vinse tre tappe, vestì la maglia rosa per un giorno, dopo la cronometro di Ostuni, fece sua la prima di tre maglie ciclamino consecutive e concluse quarto nella graduatoria generale. Ai seguenti campionati del mondo su strada di quell'anno, ancora a Ostuni, giunse secondo dietro al belga Freddy Maertens, riuscendo comunque a vincere la maglia iridata nella gara di inseguimento su pista disputata nel velodromo di Monteroni di Lecce.

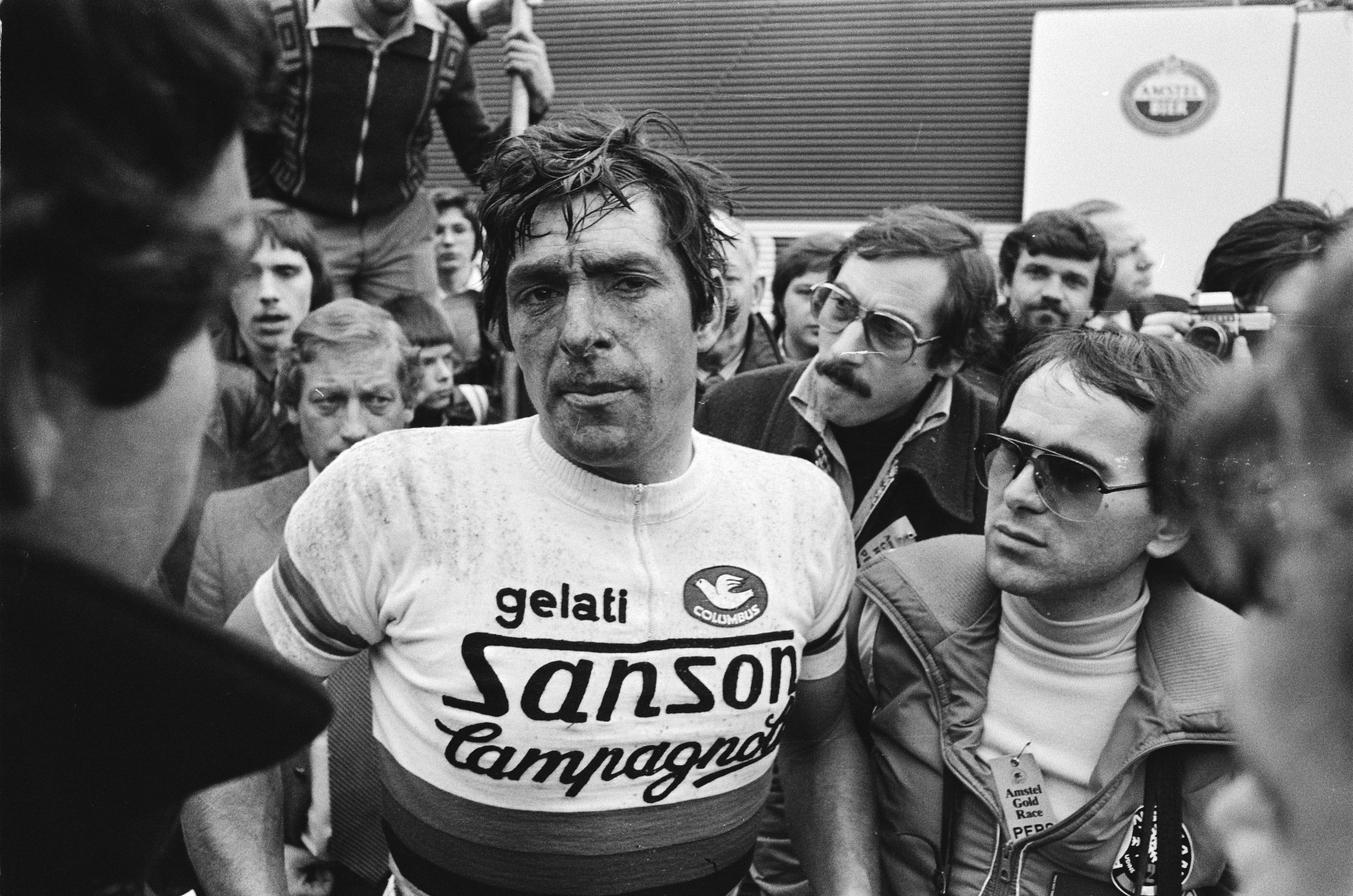
Moser al termine dell'Amstel Gold Race 1978

Nel 1977, dopo aver vinto la Freccia Vallone, vestì la maglia rosa al Giro d'Italia per tredici giorni, ma dovette accontentarsi della seconda piazza finale alle spalle di Michel Pollentier, capace di superarlo nella tappa di Cortina d'Ampezzo. In settembre a San Cristóbal, in Venezuela, diventò campione del mondo su strada battendo in uno sprint a due il tedesco occidentale Dietrich Thurau. Con la maglia iridata sulle spalle nel 1978 ottenne la prima delle sue tre vittorie consecutive alla Parigi-Roubaix, lasciando alle spalle gli specialisti Roger De Vlaeminck, Jan Raas e Freddy Maertens. Dopo aver vinto quattro frazioni al Giro d'Italia e la terza ciclamino, ed essere salito sul terzo gradino del podio del Giro, nel finale di stagione concluse nuovamente secondo ai campionati del mondo, bruciato di mezza ruota all'arrivo da Gerrie Knetemann, riuscendo comunque a imporsi alla Volta Ciclista a Catalunya e per la seconda volta al Giro di Lombardia.
Nel 1979, dopo essersi aggiudicato la Gand-Wevelgem (primo italiano) e la seconda Parigi-Roubaix, al Giro d'Italia vinse tre tappe, tra cui il prologo di Firenze, e vestì di rosa per otto giorni, salvo dover cedere il primato al rivale Giuseppe Saronni nella crono di San Marino e chiudere al secondo posto finale, proprio dietro Saronni. Dopo il Giro si laureò campione italiano su strada per la seconda volta, mentre ai mondiali su pista di Amsterdam venne battuto nella finale dell'inseguimento dal padrone di casa Bert Oosterbosch. Nella primavera del 1980 vinse la Tirreno-Adriatico, chiuse secondo al Giro delle Fiandre (suo miglior piazzamento nella gara dei Muri) e si impose nella sua terza Parigi-Roubaix, ancora in solitaria. Ripresentatosi al Giro d'Italia con ambizioni di vittoria, vinse il prologo e vestì la maglia rosa per cinque giorni, ma dovette presto arrendersi ai vari Bernard Hinault (poi vincitore), Wladimiro Panizza e Giovanni Battaglin, scivolando fino al nono posto in classifica e decidendo così di ritirarsi al termine della tappa di Cles.

#### 1984: record dell'ora e Giro d'Italia

Moser in maglia rosa al vittorioso Giro d'Italia 1984

Favorito dalle caratteristiche di passista, il 19 gennaio 1984, a Città del Messico, riuscì a battere il record dell'ora che apparteneva da dodici anni a Eddy Merckx, percorrendo 50,808 km. Quattro giorni dopo, battendo se stesso, ne percorse 51,151.
Il nuovo primato fu ottenuto con un innovativo tipo di bicicletta con ruote lenticolari, motivo per cui nel 2000 i suoi record vennero cancellati dall'Unione Ciclistica Internazionale che ritenne non comparabili i record ottenuti con ruote lenticolari rispetto a quelli con le ruote normali, perché avvantaggiavano troppo i corridori rispetto a quelli che avevano corso con le biciclette tradizionali; venne quindi introdotta, per le biciclette speciali, il termine di "Miglior prestazione sull'ora" distinto da "Record sull'ora", un termine riservato alle biciclette regolamentari.
Nello stesso anno si aggiudicò la Milano-Sanremo con un attacco nella discesa del Poggio. Qualche mese più tardi, sempre grazie anche alla bicicletta con ruote lenticolari che a detta dello stesso Moser, a cronometro, si rivelò una scelta azzeccata perché portò via tre secondi al chilometro sul primo in classifica, il francese Laurent Fignon, riuscì a vincere con notevole distacco l'ultima tappa a cronometro del Giro d'Italia: ciò gli permise di colmare lo svantaggio in classifica generale nei confronti del francese e di vincere la "Corsa Rosa".

#### 1985-1988: gli ultimi anni

Moser nel 1990 assieme a Giuseppe Saronni, suo storico rivale

Si presenta al Giro d'Italia 1985, come campione in carica, con l'obiettivo di riconfermarsi come tale. Parte subito fortissimo conquistando il cronoprologo a Verona e vestendo la maglia rosa; tuttavia solo dopo due giorni, perderà il primato, in favore del suo rivale Saronni, il quale anch'egli la perderà in favore di Roberto Visentini, prima del passaggio definitivo al futuro campione di quell'edizione, Bernard Hinault. Moser riuscirà a conquistare altre due tappe e concludere secondo in classifica generale. Nella medesima stagione vinse anche il Giro dell'Appennino.
Nel 1986 si impose nelle due cronometro della Tirreno-Adriatico e prese parte per l'ultima volta in carriera, al Giro d'Italia: conquistò il terzo posto in classifica generale, salendo sul podio per soli 12", a discapito dello statunitense Greg LeMond, e vinse la cronometro di Cremona.
Il 1987 fu l'anno della sua ultima vittoria su strada, il prologo del Giro del Trentino. Su pista, vinse il titolo dell'inseguimento individuale. Nel 1988 colse anche l'ultima vittoria su pista, imponendosi nella Sei Giorni di Bassano del Grappa, con Danny Clark.

### Dopo il ritiro

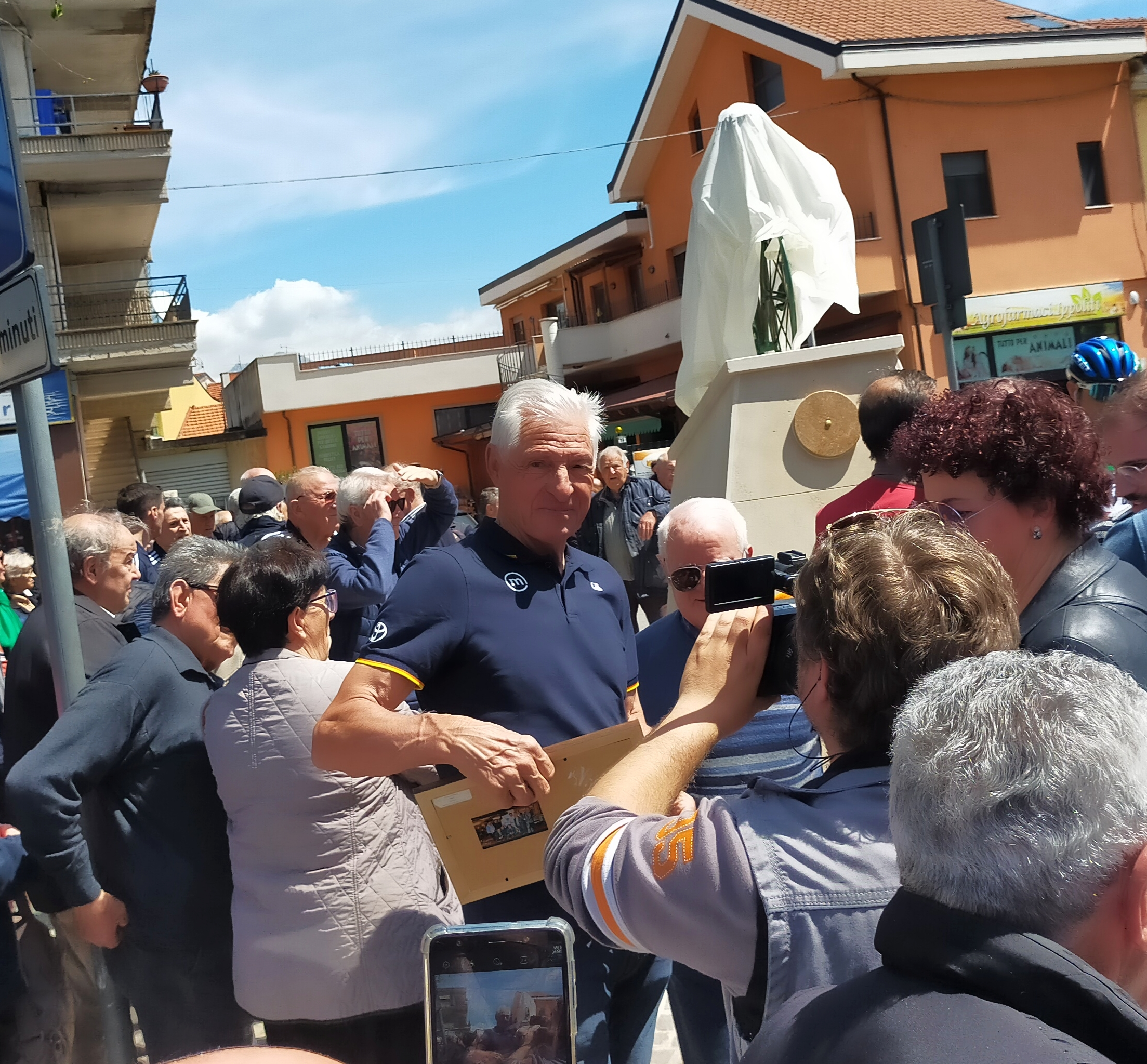
Moser ad Avezzano nel 2023 per l'inaugurazione della statua di Vito Taccone

Nel 1994, sei anni dopo l'uscita dall'attività professionistica, Moser effettuò alcuni tentativi di riappropriarsi del record dell'ora che nel frattempo era stato battuto da altri atleti. Penalizzato in parte dal vento di Città del Messico, non riuscì nell'intento; ottenne tuttavia la seconda miglior prestazione di sempre, risultato sorprendente per un ciclista di 42 anni.
Terminata la carriera ciclistica nel 1988 si è dedicato nuovamente all'attività agricola e vitivinicola, alla quale già il padre Ignazio in Val di Cembra era dedito. Nella tenuta di Maso Villa Warth, sulle colline poco a nord di Trento, coltiva insieme ai figli Francesca, Carlo e Ignazio, diverse varietà di uve.
Dopo il ritiro è stato anche costruttore delle biciclette che portano il suo nome.
Grande appassionato di caccia, soprattutto la caccia alpina, nel 2017 è protagonista della serie TV A caccia con Moser in onda sul canale 235 di Sky "Caccia TV".

## Palmarès

### Strada
- 1970 (dilettanti)

Gran Premio Palio del Recioto
Coppa Regole Spinale e Manez
- 1971 (dilettanti)

Milano-Busseto
Coppa Bologna
Gran Premio Sportivi di Poggio alla Cavalla
1ª tappa, 1ª semitappa Giro d'Italia dilettanti (Ravenna > San Pellegrino, cronometro)
6ª tappa Giro d'Italia dilettanti (Ravenna > San Pellegrino, cronometro)
Classifica generale Giro d'Italia dilettanti
Coppa Caduti Sant'Alluccio
Trofeo Raffaele Marcoli
Gran Premio Ezio Del Rosso
- 1972 (dilettanti)

Campionati italiani, Prova in linea Dilettanti
Giro delle Valli Aretine
Coppa Caduti di Sant'Allucio
Milano-Rapallo
Coppa Mobilio Ponsacco
Gran Premio Sportivi di Poggio alla Cavalla
- 1973 (Filotex, una vittoria)

14ª tappa Giro d'Italia (Bolsena > Firenze)
- 1974 (Filotex, otto vittorie)

Giro della Provincia di Reggio Calabria
Giro di Toscana
Gran Premio di Castrocaro Terme-Forlì
Giro dell'Umbria
Coppa Bernocchi
Giro del Piemonte
Parigi-Tours
Giro dell'Emilia
- 1975 (Filotex, undici vittorie)

Grand Prix de Monaco
Coppa Placci
3ª tappa Grand Prix du Midi Libre (Montpellier > La Grand-Combe)
4ª tappa, 1ª semitappa Grand Prix du Midi Libre (Ganges > Saint-Affrique)
Classifica generale Grand Prix du Midi Libre
Gran Premio Città di Camaiore
Trofeo Matteotti (valido come Campionato italiano)
Prologo Tour de France (Charleroi, cronometro)
7ª tappa Tour de France (Saint-Gilles-Croix-de-Vie > Angoulême)
Giro dell'Umbria
Giro di Lombardia
- 1976 (Sanson-Benotto, dieci vittorie)

Trofeo Pantalica
2ª tappa Giro di Puglia (Montemesola > Noci)
Classifica generale Giro di Puglia
Giro di Toscana
Giro dell'Appennino
4ª tappa Giro d'Italia (Cefalù > Messina)
7ª tappa Giro d'Italia (Ostuni > Ostuni, cronometro)
14ª tappa Giro d'Italia (Il Ciocco > Varazze)
Trofeo Matteotti
Tre Valli Varesine
- 1977 (Sanson, sette vittorie)

Freccia Vallone
Giro di Toscana
Meisterschaft von Zürich
Giro dell'Umbria
Coppa Agostoni
Campionati del mondo, Prova in linea
Giro del Lazio
- 1978 (Sanson-Campagnolo, ventitré vittorie)

2ª tappa Giro di Sardegna (Olbia > Nuoro)
Coppa Sabatini
Parigi-Roubaix
Gran Premio Industria e Artigianato
11ª tappa, 2ª semitappa Giro d'Italia (Assisi > Siena)
13ª tappa Giro d'Italia (Modigliana > Padova)
14ª tappa Giro d'Italia (Venezia, cronometro)
16ª tappa Giro d'Italia (Mazzin > Cavalese, cronometro)
Prologo Grand Prix du Midi Libre (Andorra)
3ª tappa Grand Prix du Midi Libre (Narbonne > Nîmes)
Prologo Tour de l'Aude (Limoux, cronometro)
1ª tappa Tour de l'Aude (Carcassonne > Bram)
3ª tappa Tour de l'Aude (Mazamet > Carcassonne)
Classifica generale Tour de l'Aude
Trofeo Matteotti
Tre Valli Varesine
Prologo Volta Ciclista a Catalunya (Sitges, cronometro)
1ª tappa Volta Ciclista a Catalunya (Sitges > L'Espluga de Francolí)
3ª tappa, 2ª semitappa Volta Ciclista a Catalunya (Premià de Dalt > Castell-Platja d'Aro)
7ª tappa, 1 semitappa Volta Ciclista a Catalunya (El Vendrell, cronometro)
Classifica generale Volta Ciclista a Catalunya
Giro del Lazio
Giro di Lombardia
- 1979 (Sanson-Luxor TV-Campagnolo, quindici vittorie)

Prologo Tirreno-Adriatico (Circuito Santa Severa, cronometro)
Gand-Wevelgem
Parigi-Roubaix
Prologo Giro d'Italia (Firenze, cronometro)
3ª tappa Giro d'Italia (Caserta > Napoli, cronometro)
17ª tappa Giro d'Italia (Pieve di Cadore > Trento)
Prologo Tour de l'Aude
Classifica generale Tour de l'Aude
Campionati italiani, Prova in linea
2ª tappa Ruota d'Oro (Premio Giganplast)
3ª tappa Ruota d'Oro (Trofeo Valco, cronometro)
Classifica generale Ruota d'Oro
Giro del Friuli
Giro del Veneto
Giro dell'Emilia
- 1980 (Sanson-Campagnolo, otto vittorie)

Nizza-Alassio
Prologo Tirreno-Adriatico (Circuito Cerenova Costantica, cronometro)
Classifica generale Tirreno-Adriatico
Parigi-Roubaix
Prologo Giro del Trentino (Arco > Torbole, cronometro)
1ª tappa Giro del Trentino (Arco > Salò)
Classifica generale Giro del Trentino
Prologo Giro d'Italia (Genova, cronometro)
- 1981 (Famcucine-Campagnolo, sei vittorie)

Prologo Tirreno-Adriatico (Circuito di Roma, cronometro)
Classifica generale Tirreno-Adriatico
14ª tappa Giro d'Italia (Montecatini Terme > Salsomaggiore)
Campionati italiani, Prova in linea
Coppa Agostoni
Giro dell'Umbria
- 1982 (Famcucine-Campagnolo, sette vittorie)

Prologo Tour de Midi-Pyrénées (Castres, cronometro)
Classifica generale Tour de Midi-Pyrénées
Giro di Campania
Giro di Toscana
7ª tappa Giro d'Italia (Castellammare di Stabia > Diamante)
20ª tappa Giro d'Italia (Vigevano > Cuneo)
1ª tappa Grand Prix du Midi Libre (Carcassonne > Millau)
- 1983 (Gis Gelati-Campagnolo, dieci vittorie)

Milano-Torino
Giro di Campania
Trofeo Pantalica
Prologo Giro del Trentino (Folgaria, cronometro)
Classifica generale Giro del Trentino
Giro del Friuli
1ª tappa Giro di Norvegia
Classifica generale Giro di Norvegia
Milano-Vignola
Giro dell'Umbria
- 1984 (Gis Gelati-Tuc Lu, undici vittorie)

Milano-Sanremo
Giro dell'Etna
Prologo Vuelta a España (Jerez de la Frontera, cronometro)
11ª tappa Vuelta a España (Burgos > Santander)
Prologo Giro d'Italia (Lucca)
6ª tappa Giro d'Italia (Chieti > Foggia)
15ª tappa Giro d'Italia (Certosa di Pavia > Milano, cronometro)
22ª tappa Giro d'Italia (Soave > Verona, cronometro)
Classifica generale Giro d'Italia
Cronoscalata della Futa-Memorial Gastone Nencini
Giro del Lazio
- 1985 (Gis Gelati-Trentino Vacanze-Intrepido, sei vittorie)

Giro dell'Etna
Prologo Giro d'Italia (Verona)
19ª tappa Giro d'Italia (Domodossola > Saint-Vincent)
22ª tappa Giro d'Italia (Lido di Camaiore > Lucca)
Giro dell'Appennino
1ª tappa Ruota d'Oro (Medolago > Bergamo)
- 1986 (Supermercati Brianzoli-Essebi, cinque vittorie)

4ª tappa Settimana Ciclistica Internazionale (Porto Empedocle > Marsala)
Prologo Tirreno-Adriatico (Ladispoli, cronometro)
6ª tappa Tirreno-Adriatico (San Benedetto del Tronto, cronometro)
Giro dell'Etna
18ª tappa Giro d'Italia (Piacenza > Cremona)
- 1987 (Supermercati Brianzoli-Château d'Ax, tre vittorie)

Prologo Giro del Mediterraneo (Antibes, cronometro)
Europa G.P. Innsbruck
Prologo Giro del Trentino (Serrada > Folgaria, cronometro)

#### Altri successi
- 1973 (Filotex)

Circuito di Col San Martino
- 1974 (Filotex)

Prologo Vuelta a Levante (Cronosquadre)
Circuito di Follonica
Circuito di Zambana di Trento
Circuito di Cirié - Pian della Mussa
Circuito di Manciano
Gran Premio Marina di Massa - Pian della Fioba
1ª tappa, 3ª semitappa Cronostaffetta di Martinsicuro
Classifica generale Cronostaffetta di Martinsicuro
Criterium di Prato
Criterium di Quarrata
Trofeo Baracchi
- 1975 (Filotex)

Circuito di Calenzano
Classifica giovani Tour de France
Criterium di Plessala
Circuito di Altopascio
Trofeo Baracchi
- 1976 (Sanson-Benotto)

Circuito di Cecina
Circuito di Zambana di Trento
Classifica punti Giro d'Italia
Circuito di San Damiano d'Asti
Circuito di Carpineti
Circuito di Luzzara
- 1977 (Sanson)

Circuito di Arma di Taggia
Circuito di Col San Martino
Circuito di Zambana di Trento
Classifica punti Giro d'Italia
Circuito di Castiglione del Lago
Circuito di Roccastrada
Criterium di Chateauroux
Critérium des As
- 1978 (Sanson-Campagnolo)

Circuito di Faenza
Classifica punti Giro d'Italia
Criterium di Ambarés
Circuito di Arezzo
Circuito di Arco
Criterium di Aalst
Criterium di Londerzeel
Circuito di Carpineti
Circuito di Luzzara
Classifica generale Super Prestige Pernod
- 1979 (Sanson-Luxor TV-Campagnolo)

Circuito di Gatteo a Mare
Circuito di San Vendemiano
Criterium di Castres
Trofeo Baracchi
- 1980 (Sanson-Campagnolo)

Circuito di Arma di Taggia
Circuito di Milazzo
Criterium di Londerzeel
Criterium di Callac
Criterium di Plancoet
- 1981 (Famcucine-Campagnolo)

Circuito di Zambana di Trento
Circuito di Nanno
Acht van Brasschaat
Criterium di Cluses
- 1982 (Famcucine-Campagnolo)

Circuito di Arma di Taggia
Circuito di Faenza
Circuito di Zambana di Trento
Classifica punti Giro d'Italia
Circuito di Arezzo
Criterium di Steenwijk
Circuito di Molteno
Circuit de l'Aulne
- 1983 (Gis Gelati-Campagnolo)

Circuito di Col San Martino
Circuito di Arezzo
Circuito di Milazzo
Circuito di Nanno
Criterium di Olivet
- 1984 (Gis Gelati-Tuc Lu)

Circuito di San Vendemiano
Circuito di Noto
Circuito di Nanno
Circuito di Firenze
Circuito di Bologna
Circuito di Lavis
Circuito di Lariano
Trofeo Baracchi
Circuito di Scordia
- 1985 (Gis Gelati-Trentino Vacanze-Intrepido)

Circuito di Trapani
Circuito di Nanno
Trofeo Baracchi
- 1986 (Supermercati Brianzoli-Essebi)

Circuito di Bologna
- 1987 (Supermercati Brianzoli-Château d'Ax)

Circuito di Nanno
Circuito di Scordia

### Pista
- 1976

Sei giorni di Milano (con Patrick Sercu)
Campionati del mondo, inseguimento individuale
- 1977

Sei giorni di Grenoble (con René Pijnen)
- 1978

Campionati italiani, inseguimento individuale
Omnium di Vienna
Sei giorni di Dortmund (con René Pijnen)
Sei giorni di Milano (con René Pijnen)
- 1979

Campionati italiani, omnium
Sei giorni di Milano (con René Pijnen)
Sei giorni di Grenoble (con René Pijnen)
- 1980

Campionati italiani, inseguimento individuale
- 1981

Campionati italiani, inseguimento individuale
Sei giorni di Nouméa (con Maurizio Bidinost)
Sei giorni di Milano (con Patrick Sercu)
- 1983

Sei giorni di Milano (con René Pijnen)
- 1984

Record dell'ora Miglior prestazione sull'ora (50,808)
Record dell'ora Miglior prestazione sull'ora (51,151)
Sei giorni di Milano (con René Pijnen)
Omnium di Vienna
Campionati italiani, inseguimento individuale
Sei giorni di Dortmund (con René Pijnen)
Sei giorni di Parigi (con René Pijnen)
- 1986

Record dell'ora sul livello del mare Miglior prestazione sull'ora sul livello del mare (48,543 km)
Record dell'ora sul livello del mare Miglior prestazione sull'ora sul livello del mare (49,801 km)
Sei giorni di Rotterdam (con Danny Clark)
Sei Giorni di Bassano del Grappa (con Clark e Amadio)
Sei giorni di Grenoble (con Anthony Doyle)
- 1987

Record dell'ora indoor Miglior prestazione sull'ora indoor (48,637 km)
Campionati italiani, inseguimento individuale
- 1988

Record dell'ora indoor Miglior prestazione sull'ora indoor (50,644 km)
Omnium di San Pellegrino Terme
Sei Giorni di Bassano del Grappa (con Danny Clark)

## Piazzamenti

### Grandi Giri
- Giro d'Italia

1973: 15º
1974: 7º
1976: 4º
1977: 2º
1978: 3º
1979: 2º
1980: non partito (20ª tappa)
1981: 21º
1982: 8º
1983: ritirato
1984: vincitore
1985: 2º
1986: 3º
- Tour de France

1975: 7º
- Vuelta a España

1984: 10º

### Classiche monumento
- Milano-Sanremo

1973: 30º
1974: 12º
1975: 2º
1976: 8º
1977: 35º
1978: 6º
1979: 4º
1980: 6º
1981: 39º
1982: 4º
1983: 11º
1984: vincitore
1985: 32º
1986: 26º
1987: 27º
- Giro delle Fiandre

1975: 25º
1976: 2º
1977: 4º
1978: 7º
1979: 11º
1980: 2º
1981: 32º
1982: 23º
1986: 25º
- Parigi-Roubaix

1974: 2º
1975: 5º
1976: 2º
1977: 13º
1978: vincitore
1979: vincitore
1980: vincitore
1981: 3º
1982: 10º
1983: 3º
1985: 12º
1986: 8º
1987: 19º
- Liegi-Bastogne-Liegi

1978: 3º
- Giro di Lombardia

1974: 7º
1975: vincitore
1976: 6º
1977: 13º
1978: vincitore
1979: 14º
1981: 18º
1982: 3º
1983: 5º
1987: ritirato

### Competizioni mondiali
- Campionati del mondo su strada

Montréal 1974 - In linea: 7º
Yvoir 1975 - In linea: 11º
Ostuni 1976 - In linea: 2º
San Cristóbal 1977 - In linea: vincitore
Nürburgring 1978 - In linea: 2º
Valkenburg 1979 - In linea: ritirato
Sallanches 1980 - In linea: ritirato
Praga 1981 - In linea: 6º
Goodwood 1982 - In linea: 26º
Altenrhein 1983 - In linea: ritirato
Barcellona 1984 - In linea: ritirato
Giavera del Montello 1985 - In linea: 54º
Colorado Springs 1986 - In linea: 66º
Villach 1987 - In linea: 66º
- Campionati del mondo su pista

Monteroni di Lecce 1976 - Inseguimento: vincitore
Amsterdam 1979 - Inseguimento: 2º
- Giochi olimpici

Monaco 1972 - In linea: 8º
Monaco 1972 - Cronosquadre: 9º

## Riconoscimenti

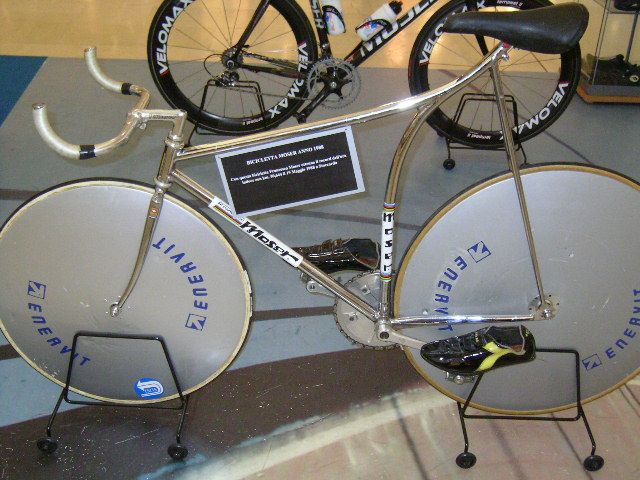
La speciale bicicletta usata da Moser per il record dell'ora del 1984

- Giglio d'oro nel 1974, 1975, 1976, 1977, 1978, 1979, 1983, 1984 e 1985
- Medaglia d'oro al valore atletico del CONI nel 1976[7]
- Mendrisio d'oro del Velo Club Mendrisio nel 1978 e 1983
- Sportivo italiano dell'anno della Gazzetta dello Sport nel 1984
- Atena d'argento nel 1985 e 1986
- Premio Sport del Comune di Camaiore nel 1989
- Appennino d'oro nel 2000
- Memorial Bardelli-Una vita per lo sport nel 2001
- Premio Ciclismo Vita Mia nel 2003
- Premio Vincenzo Torriani nel 2005
- Premio d'onore dell'Associazione Nazionale Ex Corridori Ciclisti nel 2010
- Inserito nella Top 25 della Cycling Hall of Fame
- Premio Nazionale Sportilia
- Nel dicembre 2015, una targa dedicata a Moser è stata inserita nel percorso Walk of Fame dello sport italiano inaugurato il maggio precedente al parco olimpico del Foro Italico a Roma, riservato agli sportivi italiani che si sono distinti per i risultati ottenuti in campo internazionale.[8]